# جوزفين جابي
جوزفين جابي (بالفرنسية: Joséphine Japy)‏ هي ممثلة فرنسية، ولدت في 12 يوليو 1994 بباريس في فرنسا.

## وصلات خارجية
- جوزفين جابي على موقع IMDb (الإنجليزية)
- جوزفين جابي على موقع ألو سيني (الفرنسية)
- جوزفين جابي على موقع أول موفي (الإنجليزية)
- جوزفين جابي على موقع قاعدة بيانات الفيلم (الإنجليزية)
- جوزفين جابي على موقع كينوبويسك (الروسية)